# Кастелеоне
Кастелео̀не (на италиански: Castelleone, на местен диалект: Castigliòn, Кастильон) е град и община в Северна Италия, провинция Кремона, регион Ломбардия. Разположен е на 66 m надморска височина. Населението на общината е 9365 души (към 2010 г.).